# Yahoo! Pipes
Yahoo! Pipes（ヤフー パイプス）は、2007年2月からYahoo!によって提供されていたウェブアプリケーションである。RSSフィードや外部のサービスなどのさまざまな情報をまとめたり、マッシュアップすることができる。

## 概要
Yahoo! Pipesでは、AjaxによるGUIを持った「Pipes Editor」上で、「モジュール」をドラッグして「パイプ」で接続することにより、異なる「ソース」から取得した情報を、どのように加工（例えばフィルタリング）すべきかのルールを設定する。加工した結果は、RSSフィードやJSON、KMLなどで出力される。
典型的な例として、New York Times thru Flickr がある。これはニューヨーク・タイムズのRSSフィードを取得し、各項目のキーワードに基づいてFlickrから写真を追加するパイプである。
Yahoo! Pipesはベータ版でとして提供され、Yahoo!ID を持つユーザーはパイプを独自に作成し公開できた。同様に、公開されている他のユーザが作成したパイプをブラウズし、利用することもできた。
類似するアプリケーションとしては「Microsoft Popfly」や「Plagger」が挙げられる。
Yahoo!は2015年9月30日でYahoo! Pipesを終了した。新規パイプ作成は同年8月31日で終了されている。